# Tucupi
Tucupi je omáčka využívaná v brazilské kuchyni k dochucování jídel a marinování masa. Pokrm pochází z oblasti Amazonské nížiny, kde ho konzumovali domorodci údajně již před 4000 lety.
Tucupi se připravuje z hlíz divoce rostoucího manioku, které se nastrouhají a vyždímají v lisu tipiti. Tekutina se pak nechá odstát, aby se na dně usadil škrob, z něhož se vyrábí tapioka. Čistá šťáva nazývaná manipueira obsahuje jedovatý kyanovodík, který se z ní odstraňuje vařením, pak se nechá několik dní fermentovat. Dochucuje se solí, česnekem, čekankou, chilli papričkami a aromatickými listy hluchavkovité rostliny Ocimum campechianum. Hotové tucupi prodávají výrobci na trzích v plastových lahvích. Chuť je výrazně pikantní a nakyslá s tóny umami.
Čerstvé tucupi má jasně žlutou barvu díky obsahu betakarotenu, pomalou redukcí se z něj může připravit tmavší a hustší tucupí preto s jemnější, lehce kouřovou chutí. Povařením omáčky s krevetami a plamenkou zelnou vzniká polévka tacacá, která je na severu Brazílie rozšířeným pouličním občerstvením podávaným ve vydlabaných tykvích. Populární specialitou Amazonie je rovněž kachna vařená v omáčce tucupi. 
Omáčka se z jídelníčku amazonských domorodců dostává i do oblasti mezinárodní haute cuisine. Existuje proto šance, že by se pěstování surovin pro tucupi mohlo stát stabilním zdrojem příjmů místních obyvatel a umožnit tak šetrnější využívání pralesa než je těžba dřeva a dobytkářství.
S tucupi se pojí legenda, podle níž měsíční bohyně Jacy sestoupila na Zemi, kde ji kousl do tváře had (užovka brazilská), proto má Měsíc zbrázděný povrch. Slzy Jacy pak padly na rostliny manioku a vznikla z nich tucupi.